# NHK Trophy de 2013
NHK Trophy de 2013 foi a trigésima quarta edição do NHK Trophy, um evento anual de patinação artística no gelo organizado pela Federação Japonesa de Patinação (em japonês:  日本スケート連盟), e que fez parte do Grand Prix de 2013–14. A competição foi disputada entre os dias 8 de novembro e 10 de novembro, na cidade de Tóquio, Japão.

## Eventos
- Individual masculino
- Individual feminino
- Duplas
- Dança no gelo

## Medalhistas
| Evento                        | Ouro                                         | Prata                                   | Bronze                                           |
| Individual masculino detalhes | Daisuke Takahashi · Japão                    | Nobunari Oda · Japão                    | Jeremy Abbott · Estados Unidos                   |
| Individual feminino detalhes  | Mao Asada · Japão                            | Elena Radionova · Rússia                | Akiko Suzuki · Japão                             |
| Duplas detalhes               | Tatiana Volosozhar · Maxim Trankov · Rússia  | Peng Cheng · Zhang Hao · China          | Sui Wenjing · Han Cong · China                   |
| Dança no gelo detalhes        | Meryl Davis · Charlie White · Estados Unidos | Anna Cappellini · Luca Lanotte · Itália | Maia Shibutani · Alex Shibutani · Estados Unidos |

## Resultados

### Individual masculino
| Pos.              | Nome               | Nacionalidade  | Pontos | PC        | PL         |
| ----------------- | ------------------ | -------------- | ------ | --------- | ---------- |
| Medalha de ouro   | Daisuke Takahashi  | Japão          | 268.31 | 95.55 (1) | 172.76 (1) |
| Medalha de prata  | Nobunari Oda       | Japão          | 253.16 | 82.70 (3) | 170.46 (2) |
| Medalha de bronze | Jeremy Abbott      | Estados Unidos | 237.41 | 78.78 (7) | 158.63 (3) |
| 4                 | Adam Rippon        | Estados Unidos | 233.71 | 82.25 (4) | 151.46 (4) |
| 5                 | Javier Fernández   | Espanha        | 230.45 | 84.78 (2) | 145.67 (8) |
| 6                 | Takahito Mura      | Japão          | 227.22 | 79.97 (5) | 147.25 (6) |
| 7                 | Max Aaron          | Estados Unidos | 223.35 | 76.21 (8) | 147.14 (7) |
| 8                 | Konstantin Menshov | Rússia         | 221.32 | 73.57 (9) | 147.75 (5) |
| 9                 | Sergei Voronov     | Rússia         | 221.18 | 79.80 (6) | 141.38 (9) |

### Individual feminino
| Pos.              | Nome                 | Nacionalidade  | Pontos | PC        | PL         |
| ----------------- | -------------------- | -------------- | ------ | --------- | ---------- |
| Medalha de ouro   | Mao Asada            | Japão          | 207.59 | 71.26 (1) | 136.33 (1) |
| Medalha de prata  | Elena Radionova      | Rússia         | 191.81 | 62.83 (3) | 128.98 (2) |
| Medalha de bronze | Akiko Suzuki         | Japão          | 179.32 | 66.03 (2) | 113.29 (4) |
| 4                 | Gracie Gold          | Estados Unidos | 177.81 | 62.83 (4) | 114.98 (3) |
| 5                 | Satoko Miyahara      | Japão          | 170.21 | 58.39 (6) | 111.82 (5) |
| 6                 | Valentina Marchei    | Itália         | 168.95 | 61.90 (5) | 107.05 (6) |
| 7                 | Alena Leonova        | Rússia         | 161.94 | 55.86 (7) | 106.08 (7) |
| 8                 | Mirai Nagasu         | Estados Unidos | 141.71 | 51.01 (8) | 90.70 (8)  |
| 9                 | Elene Gedevanishvili | Geórgia        | 129.24 | 45.14 (9) | 84.10 (9)  |

### Duplas
| Pos.              | Nome                                   | Nacionalidade  | Pontos | PC        | PL         |
| ----------------- | -------------------------------------- | -------------- | ------ | --------- | ---------- |
| Medalha de ouro   | Tatiana Volosozhar / Maxim Trankov     | Rússia         | 236.49 | 82.03 (1) | 154.46 (1) |
| Medalha de prata  | Peng Cheng / Zhang Hao                 | China          | 182.18 | 65.09 (3) | 117.09 (2) |
| Medalha de bronze | Sui Wenjing / Han Cong                 | China          | 171.32 | 70.13 (2) | 101.19 (5) |
| 4                 | Marissa Castelli / Simon Shnapir       | Estados Unidos | 168.89 | 58.60 (5) | 110.29 (3) |
| 5                 | Haven Denney / Brandon Frazier         | Estados Unidos | 167.85 | 58.67 (4) | 109.18 (4) |
| 6                 | Paige Lawrence / Rudi Swiegers         | Canadá         | 153.55 | 52.78 (6) | 100.77 (6) |
| 7                 | Anastasia Martiusheva / Alexei Rogonov | Rússia         | 145.37 | 48.97 (8) | 96.40 (7)  |
| 8                 | Narumi Takahashi / Ryuichi Kihara      | Japão          | 136.13 | 49.54 (7) | 86.59 (8)  |

### Dança no gelo
| Pos.              | Nome                                   | Nacionalidade  | Pontos | DC        | DL         |
| ----------------- | -------------------------------------- | -------------- | ------ | --------- | ---------- |
| Medalha de ouro   | Meryl Davis / Charlie White            | Estados Unidos | 186.65 | 73.70 (1) | 112.95 (1) |
| Medalha de prata  | Anna Cappellini / Luca Lanotte         | Itália         | 160.06 | 64.58 (2) | 95.48 (2)  |
| Medalha de bronze | Maia Shibutani / Alex Shibutani        | Estados Unidos | 157.58 | 63.09 (3) | 94.49 (3)  |
| 4                 | Elena Ilinykh / Nikita Katsalapov      | Rússia         | 155.37 | 61.35 (4) | 94.02 (4)  |
| 5                 | Piper Gilles / Paul Poirier            | Canadá         | 144.07 | 55.20 (5) | 88.87 (5)  |
| 6                 | Cathy Reed / Chris Reed                | Japão          | 133.76 | 51.91 (7) | 81.85 (6)  |
| 7                 | Tanja Kolbe / Stefano Caruso           | Alemanha       | 130.51 | 52.39 (6) | 78.12 (8)  |
| 8                 | Victoria Sinitsina / Ruslan Zhiganshin | Rússia         | 124.23 | 44.34 (8) | 79.89 (7)  |

## Quadro de medalhas
| Ordem | País           | Medalha de ouro | Medalha de prata | Medalha de bronze |    | Ordem por total |
| ----- | -------------- | --------------- | ---------------- | ----------------- | -- | --------------- |
| 1     | Japão          | 2               | 1                | 1                 | 4  | 1               |
| 2     | Rússia         | 1               | 1                |                   | 2  | 3               |
| 3     | Estados Unidos | 1               |                  | 2                 | 3  | 2               |
| 4     | China          |                 | 1                | 1                 | 2  | 3               |
| 5     | Itália         |                 | 1                |                   | 1  | 5               |
| TOTAL | TOTAL          | 4               | 4                | 4                 | 12 | —               |